# Chester Gould
Chester Gould   (Pawnee, 20 de novembre de 1900 - Woodstock, 11 de maig de 1985) va ser un dibuixant nord-americà, conegut com el creador de la tira còmica de Dick Tracy, que va escriure i dibuixar des de 1931 fins a 1977, incorporant nombrosos vilans de colors i monstruosos.

## Biografia
Chester Gould va néixer de Gilbert R. Gould i Alice Maud (de soltera Miller), en una cabana de troncs fora de Pawnee, Oklahoma. Els seus quatre avis van ser colons pioners d'Oklahoma. Un avi era ministre, i Gould i la seva família eren membres de la United Brethren Church.
Un cosí, Henry W. Gould, és professor emèrit de matemàtiques a la Universitat de West Virginia.
Gilbert Gould va ser editor del Pawnee Courier-Dispatch, al qual Chester després i accediria per convertir-se en dibuixant. Quan tenia 8 anys, un advocat del Tribunal Suprem va comprar un dibuix que Gould havia fet quan l'advocat era a la ciutat per a un esdeveniment polític. Durant els anys següents es va presentar a diversos concursos i es va inscriure a un curs per correspondència de dibuix. Quan encara era a batxillerat, va ser descobert pel personal de l'anuari de la Universitat d'Oklahoma A&M i va ser contractat per fer dibuixos per a les edicions de 1918 i 1919.

## Desenvolupament
Ell mateix es va matricular a A&M el 1919 i va dibuixar vinyetes de premsa per al Tulsa Democrat i dibuixos esportius per a The Daily Oklahoman. Va ser un dels primers membres de Lambda Chi Alpha, la fraternitat més antiga del campus, convertint-se en el seu 44è iniciat. El 1921 es va traslladar a la Northwestern University, atret a Chicago pel Chicago Tribune i el seu suport a les tires de premsa sindicades.
Durant els deu anys següents, Gould va presentar moltes idees per a tires còmiques a Joseph Patterson, editor de la Tribune, però cap va ser acceptada. Per mantenir-se, va dibuixar anuncis i dibuixos autònoms per al Chicago Daily Journal. Després de graduar-se, va ser contractat pel Chicago Evening American, propietat de Hearst, i va imprimir les seves primeres tires còmiques: Fillum Fables, una parodia de pel·lícules mudes, i Radio Catts, amb una família antropomòrfica de gats fascinats per la ràdio. El King Features Syndicate, propietat de Hearst, les va sindicar totes dues.
Gould va conèixer i es va casar amb Edna Gauger el 1926, i la seva filla va néixer l'any següent. El 1928, es va unir al Chicago Daily News i va llançar la seva tercera tira còmica, anomenada The Girl Friends, mentre continuava enviant idees a Patterson. El juny de 1931, segons el relat de Gould, estava escoltant una sèrie de ràdio basada en històries de Sherlock Holmes i llegint un relat del diari sobre el mafiós més poderós de Chicago, Al Capone; es va inspirar per crear una tira sobre un detectiu heroic que lluitava contra el crim organitzat i la corrupció a la ciutat. Després de rebutjar 60 presentacions de Gould, Patterson va acceptar la seva 61a.

## Dick Tracy
Gould va ser contractat com a dibuixant al Tribune i va presentar Dick Tracy al Deroit Mirror el diumenge 4 d'octubre de 1931. Va dibuixar la tira còmica durant els següents quaranta-sis anys des de casa seva a Woodstock, Illinois.
Per tal de mantenir-se informat dels mètodes policials, Gould va fer cursos de forense i procediments d'investigació. Més tard es va sentir orgullós d'haver introduït la ràdio de canell bidireccional per a Tracy el 1946, i el 1947, la televisió de circuit tancat, ambdues inventades posteriorment, encara que amb formes una mica diferents.
Les històries de Gould poques vegades es planejaven prèviament, ja que preferia improvisar històries mentre les dibuixava. Tot i que els aficionats van elogiar aquest enfocament perquè produïa històries emocionants, de vegades creava desenvolupaments argumentals incòmodes que eren difícils de resoldre. En un cas notori, Gould va tenir Tracy en una trampa mortal inevitable amb pou de cimentació. Quan Gould va representar a Tracy dirigint-se personalment a Gould i fent que el dibuixant el treies màgicament, l'editor Joseph Patterson va vetar la seqüència i va ordenar que es tornés a dibuixar.era massa espantosa, que hi havia massa sang i fetge..
Més tard, durant el període Gould de la tira, Dick Tracy va ser àmpliament criticat per ser d'un caràcter massa dretà i per donar suport excessivament a la policia. Un grapat de crítics van pensar que Gould ignorava els drets de l'acusat i no va donar suport a la seva agenda amb una història adequada. A finals de la dècada de 1950 també es va veure com el lector de diaris va créixer menys indulgent amb la política de Gould.
Per exemple, Gould va introduir un personatge pudent i escopidor de tabac, BO Plenty, amb poques queixes significatives dels lectors als anys quaranta. No obstant això, la introducció dels anys 60 de l'advocat tort Flyface i els seus familiars, envoltats de mosques pul·lulant, va crear una reacció negativa del lector prou forta perquè els diaris deixin en gran nombre de publicar la tira. Aleshores es va produir un canvi dramàtic en l'ambientació de la tira, deixant enrere els orígens de la tira com un drama de crim urbà per a elements de la trama de ciència-ficció i visites regulars a la Lluna. Es va produir una processó cada cop més fantàstica d'enemics i històries. L'aterratge a la Lluna de l'Apol·lo 11 va fer que Gould abandonés aquesta fase. Finalment, Dick Tracy es va veure assetjat per la tendència general dels còmics dels diaris, lluny de les tires amb històries contínues i cap a aquells les històries de les quals es resolen en gran part dins d'una sèrie de pagines.
Gould, els seus personatges i arguments improbables van ser satiritzats a la tira còmica d'Al Capp Li'l Abner amb les seqüències de Fearless Fosdick (suposadament dibuixades per "Lester Gooch"); un vilà notable va ser Bomb Face, un gàngster el cap del qual era una bomba.
Gould es va retirar l'any 1977, amb la seva darrera tira de Dick Tracy apareixent impresa el dia de Nadal, el 25 de desembre. La tira va continuar amb l'ajudant de Gould, Rick Fletcher, al dibuix i Max Allan Collins al guio.

## Mort
Gould va morir d'una insuficiència cardíaca congestiva l'11 de maig de 1985 a la seva casa de Woodstock. Tenia 84 anys. Gould està enterrat al cementiri d'Oakland a Woodstock.

## Premis i exposicions
Chester Gould va guanyar el premi Reuben de la National Cartoonists Society el 1959 i el 1977, i va rebre el premi Inkpot el 1978. The Mystery Writers of America va homenatjar Gould i la seva obra amb un premi especial Edgar el 1980. El 1995, la tira va ser una de les 20 incloses a la sèrie Comic Strip Classics de segells i targetes postals commemoratives.
Dick Tracy: The Art of Chester Gould va ser una exposició a Port Chester, Nova York, al Museum of Cartoon Art del 4 d'octubre al 30 de novembre de 1978. L'exposició va ser comissariada per Bill Crouch, Jr.
Des del 1991 fins al 2008, l'art i els artefactes de la carrera de Gould es van mostrar al Museu Chester Gould-Dick Tracy que funcionava des de Woodstock, Illinois, Old Courthouse on the Square. Els visitants del Museu van veure tires còmiques originals, correspondència, fotografies i molts records, inclosa la taula de dibuix i la cadira de Gould. L'any 2000, el Museu va rebre un premi a l'èxcelencia de l'Associació de Museus d'Illinois, i el 2001, va rebre un premi a l'excel·lència de la Societat Històrica de l'Estat d'Illinois. El museu continua avui com a museu virtual en línia.
El 2005, Gould va ser inclòs al Saló de la Fama dels Dibuixants d'Oklahoma a Pauls Valley, Oklahoma, per Michael Vance. La col·lecció de dibuixants d'Oklahoma, creada per Vance, es troba al Museu de Joguines i Figures d'Acció.
Graduat a la Northwestern University, Gould va ser honrat amb el nomenament de donants de la Chester Gould Society per a l'Escola d'Estudis Professionals.

## Llibres
El 1983, dos anys abans de la mort de Gould, el seu únic fill, Jean Gould O'Connell, va gravar extenses entrevistes amb el seu pare, que va parlar llargament sobre els seus primers intents durant la dècada de 1920 per sindicar-se i el naixement de Dick Tracy. Aquestes entrevistes es van convertir en una font important quan va escriure la seva biografia, Chester Gould: A Daughter's Biography of the Creator of Dick Tracy, publicada per McFarland &amp; Company el 2007.
Tota la tirada de Dick Tracy es reimprimeix en una sèrie de llibres per IDW Publishing. La sèrie va començar l'any 2006. El primer volum inclou les cinc tires de mostra que Gould va utilitzar per vendre la seva tira, seguides de més de 450 tires que mostren l'inici de la sèrie (a partir d'octubre de 1931).– maig de 1933), juntament amb una entrevista de Gould, mai publicada anteriorment, de Max Allan Collins. Entre el 2006 i el 2020 s'han publicat vint-i-sis volums més d'aquesta sèrie, la qual cosa porta la continuïtat al juliol de 1974.